# SN 2023ixf
SN 2023ixf는 바람개비 은하에서 발생한 II형 초신성이다.2023년 5월 20일에 발생하였으며, +10.8의 겉보기 등급으로, 2023년의 초신성 중 가장 밝다. 본 초신성의 잔해는 중성자별, 혹은 블랙홀일 것으로 추정된다.

## 의의
인공지능이 발견한 첫 번째 초신성으로서의 의의가 있다.

## 갤러리

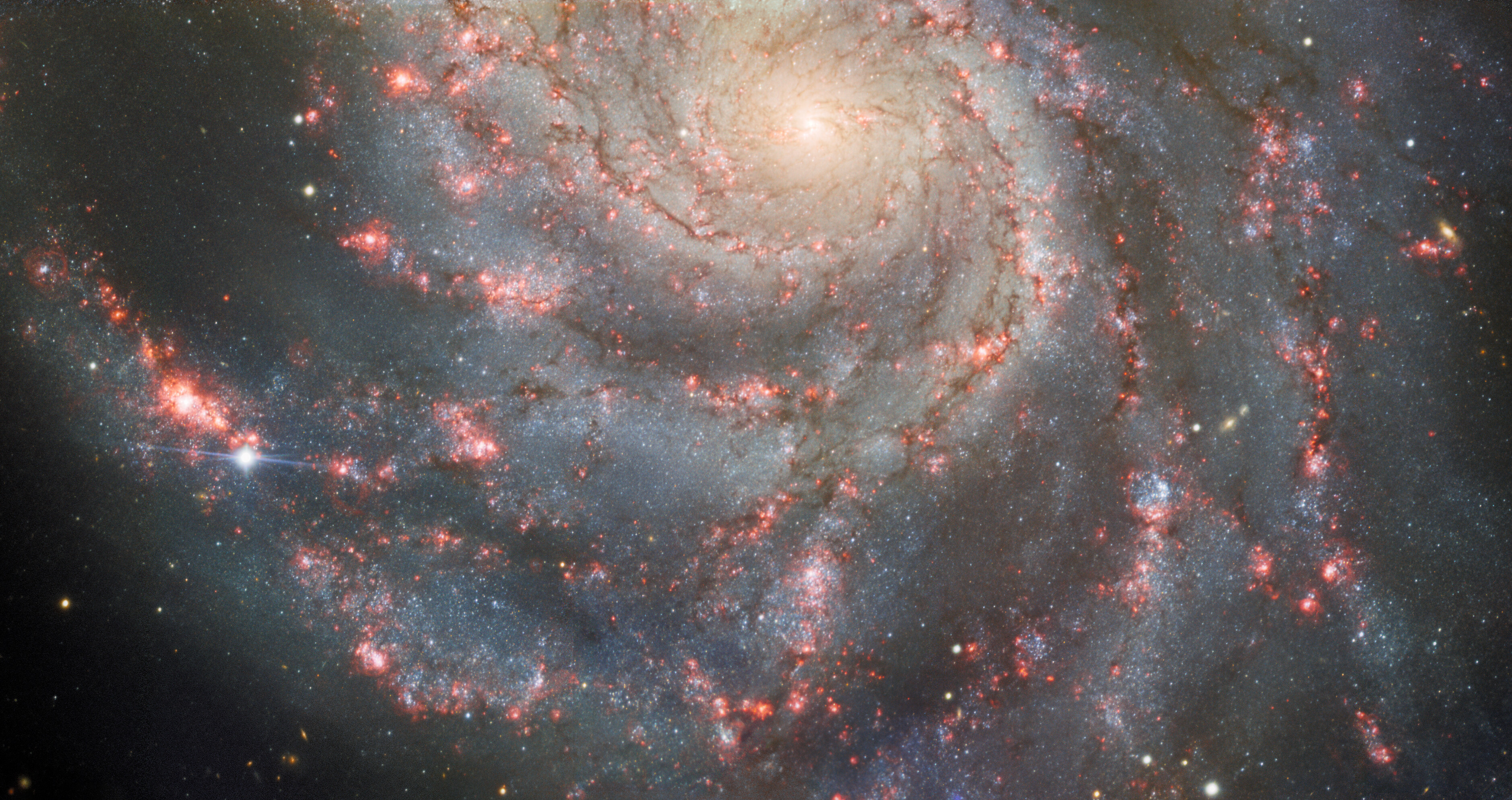
Gemini North Observatory가 찍은 SN 2023ixf의 모습이다.
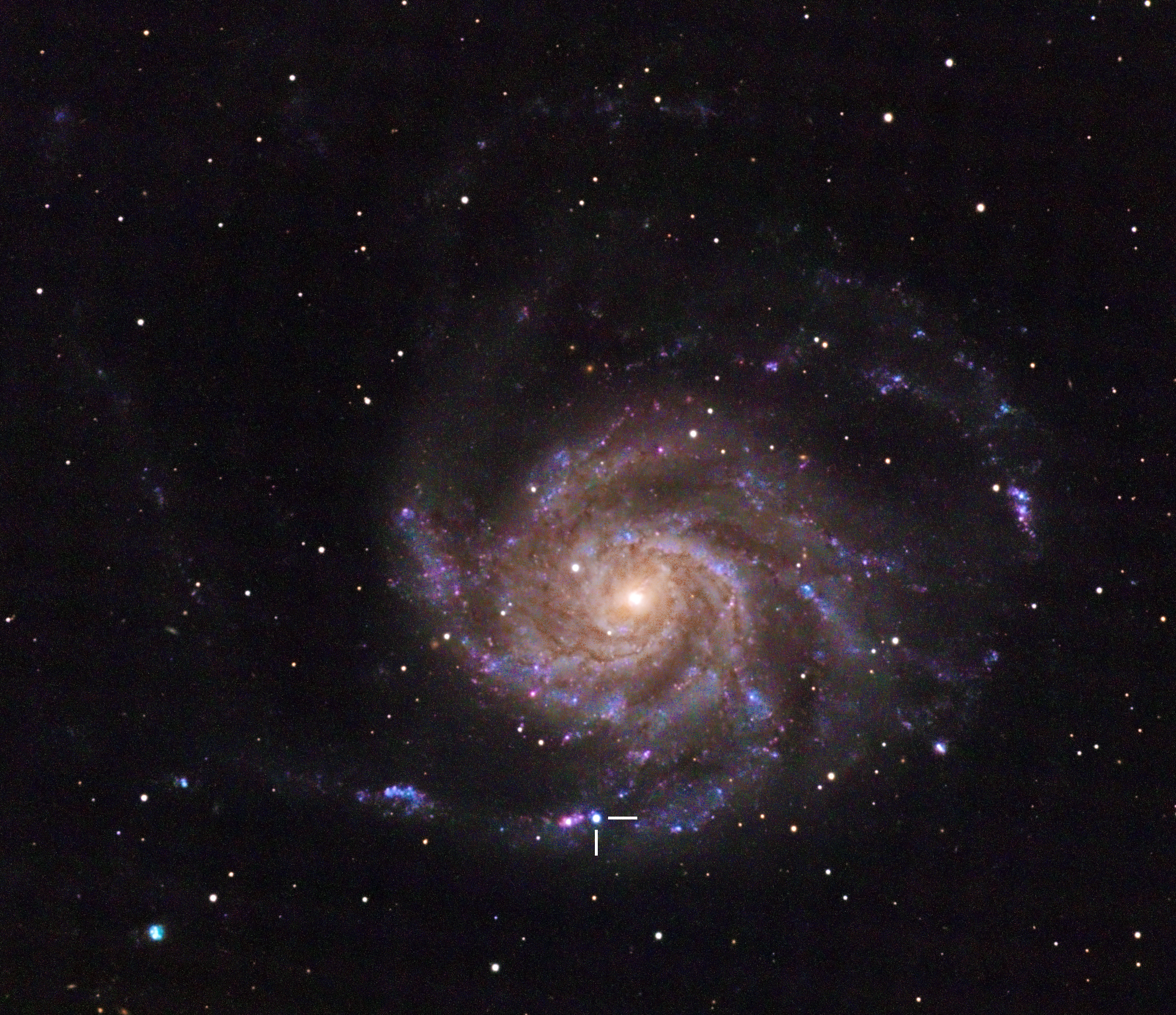
SN 2023ixf의 모습이다.